# Lac aux Rats (rivière aux Rats)
Pour les articles homonymes, voir Lac aux Rats.
Le lac aux Rats est plan d’eau douce traversé par la rivière aux Rats, situé dans la municipalité de Notre-Dame-de-Lorette, dans la municipalité régionale de comté (MRC) de Maria-Chapdelaine, dans la région administrative du Saguenay–Lac-Saint-Jean, dans la province de Québec, au Canada. La zec de la Rivière-aux-Rats s’étend sur la rive Est du Lac aux Rats.
Le versant du Lac aux Rats est desservi par le chemin du Rang Saint-Joseph (sens Nord-Sud) lequel se prolonge vers le Nord sous la dénomination de chemin de la Rivière-aux-Rats ; ce chemin passe sur la rive Est. Quelques routes forestières secondaires desservent le secteur surtout pour les besoins de la foresterie et des activités récréotouristiques.
La surface du lac aux Rats est habituellement gelée de la fin novembre au début avril, toutefois la circulation sécuritaire sur la glace se fait généralement de la mi-décembre à la mi-avril.

## Géographie
Les principaux bassins versants voisins du lac aux Rats sont :
- côté nord : rivière aux Rats, ruisseau Albert, rivière de la Perdrix Blanche, rivière Nepton ;
- côté est : rivière Mistassibi, ruisseau Milot, lac Boisvert ;
- côté sud : rivière aux Rats, rivière Mistassini, lac Saint-Jean ;
- côté ouest : ruisseau Mathieu, rivière Samaqua, rivière Mistassini.

Le lac aux Rats comporte une superficie de 9,53 km2, une longueur de 17,5 km, une largeur maximale de 1,7 km et une altitude de 185 m. Ce lac est bordé par des montagnes sur la rive Est et une plaine forestière sur la rive Ouest. Ce lac comporte une île de la partie Sud.
Le lac aux Rats constitue le principal plan d’eau sur le cours de la rivière aux Rats. Sa rive Ouest recueille les eaux de six décharges de ruisseaux, ainsi que la décharge de la rivière aux Rats ; le courant de cette dernière traverse le lac aux Rats sur 15,3 km. Sa rive Est recueille 11 décharges de ruisseaux dont la décharge (venant du Sud) du lac aux Pêcheurs et la décharge des lacs à l’Eau Claire et Murky. Le lac aux Rats comporte trois rétrécissements créant trois grandes parties à ce plan d’eau. Entièrement situé en zone forestière, ce lac a une forme étroite.
L’embouchure du lac aux Rats est localisée au fond d’une baie de la rive Sud-Ouest du lac, soit à :
- 2,3 km en amont de l’embouchure de la Petite rivière aux Foins ;
- 12,3 km à l’Ouest du cours de la rivière Mistassibi ;
- 22,7 km au Nord-Ouest de l’embouchure de la rivière aux Rats (confluence avec la rivière Mistassini) ;
- 24,4 km au Nord-Ouest de l’embouchure de la rivière Mistassibi (confluence avec la rivière Mistassini) ;
- 42 km au Nord-Ouest de l’embouchure de la rivière Mistassini (confluence avec le lac Saint-Jean)[1].

À partir de l’embouchure du lac aux Rats, le courant coule sur 26,6 km généralement vers le Sud-Ouest en suivant le cours de la rivière aux Rats, puis le cours de la rivière Mistassini sur 24,5 km vers l’Est, puis le Sud-Ouest. À l’embouchure de cette dernière, le courant traverse le lac Saint-Jean sur 42,7 km vers l’Est, puis emprunte le cours de la rivière Saguenay vers l’Est sur 155 km jusqu'à la hauteur de Tadoussac où il conflue avec le fleuve Saint-Laurent.

## Toponymie
Le toponyme "lac aux Rats" a été officialisé le 5 décembre 1968 par la Commission de toponymie du Québec.